# Grizzy und die Lemminge
Grizzy und die Lemminge ist eine französische CGI-Zeichentrickserie, die im Herbst 2016 von Studio Hari für France Télévisions und Boomerang produziert wurde. Sie wurde in Deutschland ab dem 7. November 2016 ausgestrahlt.

## Inhalt
Die Serie, die ganz ohne Dialoge auskommt, handelt von einem Bären und einer Schar von abenteuerlustigen, hedonistisch veranlagten Lemmingen, die Haus und Besitztum eines Rangers in der kanadischen Wildnis in seiner Abwesenheit ausgiebig nutzen, wobei jede dieser Tierarten von entgegensetzten Enden der Nahrungskette der Ansicht ist, den alleinigen Anspruch darauf zu haben. Der Gegensatz wird dabei auch visuell verdeutlicht, indem für die Darstellung der Tiere Komplementärfarben verwendet wurden; so erscheint der Bär orange, die Lemminge dagegen blaugrau. Die körperliche Unterlegenheit machen die Lemminge durch ihre Überzahl wett, so dass die Episoden, in denen oft übernatürliche Kräfte im Spiel sind, meist in einer Pattsituation enden. Einige Folgen der Familienserie verweisen in Handlung und Ikonographie auch auf bekannte Filme und deren fiktive Protagonisten, wie etwa Indiana Jones, Jumanji, Spiderman, Das fünfte Element oder Tommyknockers.

## Staffelübersicht
| Nr. | Episoden | Erstausstrahlung FR | Erstausstrahlung FR | Erstausstrahlung DE | Erstausstrahlung DE |
| Nr. | Episoden | Premiere            | Finale              | Premiere            | Finale              |
| --- | -------- | ------------------- | ------------------- | ------------------- | ------------------- |
| 1   | 78       | 7. November 2016    | 12. September 2017  | 7. November 2016    | 18. Oktober 2017    |
| 2   | 78       | 1. September 2018   | 24. Mai 2019        | 22. Oktober 2018    | 13. Dezember 2019   |
| 3   | 78       |                     |                     | 15. Mai 2021        | 15. März 2022       |
| 4   | 78       |                     |                     | 05. August 2024     |                     |

## Special
| PJ   | Titel                                         |
| ---- | --------------------------------------------- |
| 2017 | Grizzy & die Lemminge: Verzaubertes Neujahr   |
| 2019 | Grizzy & die Lemminge: Verzaubertes Neujahr 2 |

## Ausstrahlung
Diese Serie wurde in mehreren Ländern ausgestrahlt, nach der Erstausstrahlung bei Boomerang in Frankreich zeigte der gleiche Sender sie auch in Deutschland sowie Tschechien, der Slowakei, Polen, Österreich und der Schweiz. Im deutschsprachigen Raum folgten Wiederholungen bei Super RTL. In Deutschland wurde die zweite Staffel ab dem 22. Oktober 2018 auf Boomerang erstmals ausgestrahlt, die dritte ab 18. November 2019.